# Antonio da Scandiano
Antonio da Scandiano (1366 – Mantova, 7 febbraio 1391) è stato un cavaliere medievale italiano.

## Biografia
Era un cavaliere al servizio di Francesco Gonzaga, IV capitano del popolo di Mantova.
Partecipò frequentemente ai tornei cavallereschi organizzati alla corte dei Gonzaga. Fu incaricato di scortare la moglie di Francesco, Agnese Visconti quando usciva di città e fu ritenuto il suo probabile amante. Antonio venne arrestato assieme ad Agnese e vennero sottoposti a processo, confessando il loro adulterio e rinunciando a qualsiasi difesa.
Agnese venne decapitata per mano di Giovanni Cavalli nei giardini del Palazzo Ducale di Mantova il 7 febbraio 1391. Morì per impiccagione anche Antonio da Scandiano poco dopo.